# 1927年6月29日の日食

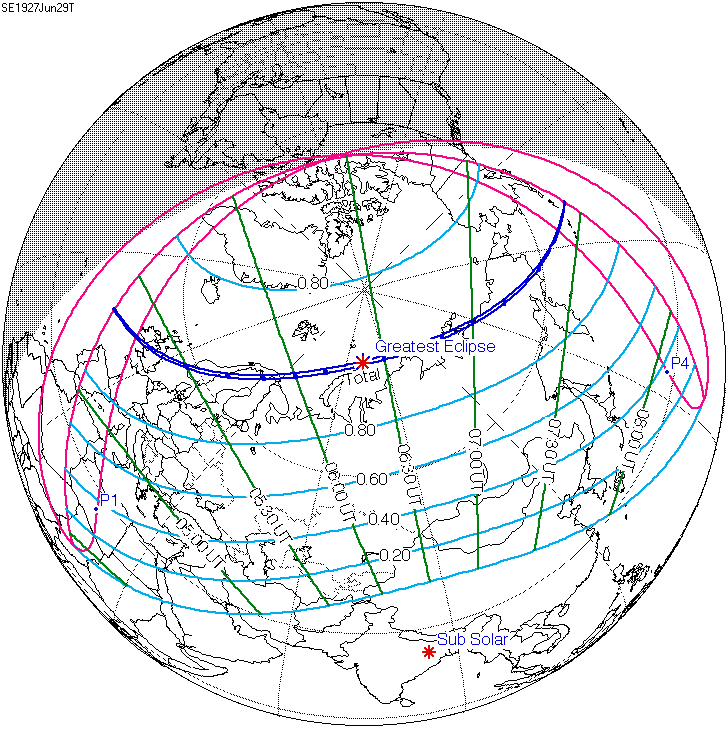

1927年6月29日の日食は、1927年6月29日に観測された日食である。イギリス、ノルウェー、スウェーデン、フィンランド、ソ連、アラスカ準州で皆既日食が観測され、ヨーロッパ全部、アジアの北半分、北アメリカ北部、アフリカ北部で部分日食が観測された。

## 通過した地域
皆既帯が通過した、皆既日食が見えた地域はイギリス、ノルウェー南部と北東部、スウェーデン北部、フィンランドのラッピ州（現在のラッピ県北部）、ソ連北部（現地時間6月29日）、アラスカ準州（現在アメリカのアラスカ州のアムクタ島（現地時間6月28日）だった。
また、皆既日食が見えなくても、部分日食が見えた地域はヨーロッパ全部、アフリカ北部、西アジアの北半分、中国の北半分、朝鮮半島、日本（南西諸島の奄美群島及びその南、南洋諸島を除く）、デンマーク領グリーンランド、カナダ北部、アラスカ準州のほとんど（南東部を除く）だった。そのうち大部分の地域では6月29日に日食が見え、北アメリカ北西部では6月28日が見え、カナダ北部の白夜のある一部の地域では深夜0時をまたいで6月28日から6月29日に部分日食が見えた。

## 観測
イギリスノース・ヨークシャーのクレーヴェンにあるジグルスウィックでは皆既日食のため多くの人が集まった。現地は晴れで観測が成功だった。しかし、イギリスの他の地域には不利な天気が多く、多くの学生が皆既日食の観測活動に参加したが成功しなかった。ウェールズ北部のスノードン山、ランベリス、カーナーヴォン、ランラッグ、デイニオレン、プルヘリ、クリキエス、ランディドノー、ポースマドッグ、コンウィ、バンガー、ペンマインマウルなどでも雨の影響で皆既日食が見えなかった。